# Le Nayrac
Le Nayrac é uma comuna francesa na região administrativa de Occitânia, no departamento de Aveyron. Estende-se por uma área de 36,57 km². Em 2010 a comuna tinha 547 habitantes (densidade: 15 hab./km²).